# Подорожник найбільший
Подорожник найбільший (Plantago maxima) — вид квіткових рослин родини подорожникових (Plantaginaceae).

## Біоморфологічна характеристика
Це багаторічна рослина. Рослина 20–70(100) см заввишки. Стрижневий корінь циліндричний. Листки великі, шерстисто запушені, широко яйцюваті чи округло-яйцюваті, на верхівці тупі, на ніжках, які за довжиною б.-м. рівні пластинці. Китиця щільна, малоквіткова. Суцвіття — великий густий колос, 5–15(20) см завдовжки, 10–12 мм завширшки. Чашолистки від вузько-еліптичних до яйцювато-еліптичних, 2.2–2.5 мм, голі. Віночок білий, голий; частки яйцювато-ланцетні, 1.5–2 мм, від відкритих до відігнутих, верхівка загострена. Тичинки бузкові, коли висихають, стають чорними. Насіння від жовтувато-коричневого до чорного, від яйцюватого до вузько-яйцюватого, 1.9–2.4 мм 2n = 24.

## Поширення
Євразія від Угорщини до Монголії.
В Україні вид росте на солонцюватих луках — на півдні Лісостепу та в Степу, зрідка.